# Plughead Rewired: Circuitry Man II
Pour plus de détails, voir Fiche technique et Distribution.
Plughead Rewired: Circuitry Man II est un film américain de Robert Lovy et Steven Lovy, sorti en 1994. Il s'agit de la suite de Circuitry Man.

## Fiche technique
- Titre : Plughead Rewired: Circuitry Man II
- Réalisation et scénario : Robert Lovy et Steven Lovy
- Genre : science-fiction post-apocalyptique
- Date de sortie : 1994

## Distribution
- Vernon Wells : Plughead
- Deborah Shelton : Kyle
- Jim Metzler : Danner
- Dennis Christopher : Leech
- Nicholas Worth : Rock
- Traci Lords : Norma
- Paul Willson : Beany
- Tom Kenny : Guru
- George Murdock : Sénateur Riley
- George 'Buck' Flower : Jerry